# Роман Далассен
Роман Далассен (*Ρωμανός Δαλασσηνός, бл. 980  — після 1039) — державний діяч Візантійської імперії.

## Життєпис
Походив з провінційного роду Далассенів. Молодший син Даміана Далассена, дуки Антіохії. Народився десь біля 980 року. Брав участь у битві при Апамеї, де візантійці зазнали поразки від Фатімідського халіфату. При цьому батько загинув, а брати Костянтин і Феофілакт потрапили у полон. Роман зумів врятуватися.
Про діяльність Романа Далассена з 998 до 1021 року замало відомостей. На думку низки дослідників брав участь у бойових діях в Сирії та на Кавказі. Добре знання тамтешньої ситуації призвело до того, що імператор Василь II 1021 року призначив Романа Далассена катепаном феми Іберія, надавши титул спафарія. Залишався на своїй посаді до 1022 року, коли був замінений братом Феофілактом.
Після цього отримав призначена стратегом феми Анатолік. Залишався на посаді до 1028 року, коли імператор Костянтин VIII, побоюючись надмірного впливу Далассенів в азійських володіннях імперії (Феофілакт Далассен був катепаном Іберії, а Костянтин Далассен — дукою Антіохії), позбавив Далассена посади.
У 1039 році заслано імператором Михайлом IV. Подальша доля невідома.